# Dřevěná zvonice ve Rtyni v Podkrkonoší

Zvonice v městském znaku Rtyně v Podkrkonoší

Dřevěná zvonice ve Rtyni v Podkrkonoší v okrese Trutnov, pochází z doby pozdní gotiky a patří tak k nejstarším a ojedinělým zvonicím tohoto typu v České republice. Nachází se na západní straně hřbitova vedle kostela sv. Jana Křtitele při výjezdu z města směrem na Červený Kostelec a Náchod. Byla vystavěna během let 1592 až 1594. Její autor není znám.
Symbol této zvonice má Rtyně v Podkrkonoší i ve svém městském znaku. Přímo ve zvonici je veřejnosti přístupná expozice o této stavbě. Ze zvonice je výhled na město, do Rtyňské kotliny, na kopec Čerťák, Jestřebí hory i Krkonoše.

## Popis stavby
Konstrukce zvonice štenýřového typu je vysoká téměř 30 m. Jedná se o komolý jehlan na zděné základně s osmibokou kamennou podezdívkou. Na jehlanu je postaveno přesahující zvonové patro s trojúhelníkovou zvonovou stolicí. Štíhlou a vysokou střechu pokrývají dřevěné šindele. Zvonice nemá žádný kovový spoj. Při její stavbě byly použity kluzné čepy.

## Zvony ve zvonici
Zvonice má 3 zvony. Nejmenší a nejstarší zvon, umíráček z roku 1471, váží 159 kg a nazývá se Mračník. Zvoněním totiž oznamoval blížící se bouřku. Říká se mu také Jiří z Poděbrad. Na zvonici byl v polovině 18. století přemístěn ze zbořeného pozdně gotického kostelíka, který se nacházel na návrší v centru obce.
Druhý zvon se jmenuje Poledník. Váží 250 kg a zhotovil ho v roce 1545 zvonař Václav z Hradce Králové.
Největší zvon váží 350 kg a byl odlit v roce 1644 zvonařem Martinem Schrötterem z Hostinného. Místní obyvatelé ho pojmenovali Slavnostní, protože se ozýval při mimořádných událostech a o svátcích.